# Ноутбуки Xiaomi
Ноутбуки Xiaomi є одним з різновидів продукції цієї компанії. Оскільки основе виробництво Xiaomi стосується мобільних телефонів, кількість моделей ноутбуків станом на початок 2019 року невелика.

## Список моделей
- Mi Notebook Air. Ультратонкий ноутбук, дизайн подібний до MacBook Air. Випускається у двох розмірах:
  - Mi Notebook Air 12.5"
  - Mi Notebook Air 13.3"
- Mi Notebook Air 4G Та ж модель «Mi Notebook Air», лише з LTE 4G. Також існує у двох розмірах.
- Mi Notebook Pro 15.6"
- Mi Gaming Laptop

## Mi Notebook Air
Mi Notebook Air презентовані 27 липня 2016 року, Mi Notebook Air 13.3" оновлено 14 червня 2017.. Дизайн корпусу, матеріали (алюміній) скопійовано із дизайну ноутбуку MacBook Air. Проте ціна ноутбука значно менша. Ноутбук тонший за MacBook Air — 12,9 мм для формату 12.5" та 14,8 мм для 13.3" проти 17 мм в американського ноутбука.  Модель 13.3" постачається із 2 вентиляторами, на відміну від дешевшої моделі 12.5", де немає вентиляторів.
Станом на вересень 2017 року 13.3" коштує в Україні від 23999 грн. за модель 8/128 Gb і до 31999 грн. за модель 8/256 Gb, а 12.5 - від 17999 грн. за модель 4/128 Gb і до 22999 грн. за модель 8/256 Gb.

### Швидка зарядка і акумулятор
На 50% ноутбук заряджається за 30 хвилин. Ємність акумулятора складає 37-40Вт. Максимальна густина 578Wh / L. Адаптер живлення під'єднується через порт USB-C. Час автономної роботи: 9,5-11,5 годин.

### Накопичувачі
Використовуються стандартні накопичувачі SSD.

### Екран
Екран має Full HD-розділення(1920х1080). Відстань між екраном і захисним склом було зменшено із 0.8мм до 0.2мм, завдяки цьому кількість відблисків на екрані зменшилася. Рамки по бокам екрану всього лише 5.59 мм. Кут огляду 170°, контрастність 800:1, яскравість 300nit.

### Клавіатура
Клавіатура така ж, як і повнорозмірна клавіатура у ПК (більша, ніж у MacBook Air). Хід клавіш складає 1.9мм до спрацювання. Хід оберненого зв'язку клавіш складає 1.3мм. У темряві вмикається підсвітка.

### Оновлення у 2017
14 червня 2017 року модель 13.3" було оновлено. Було додано сканер відбитків пальців до тачпеду. Верхній правий кут тачпеду тепер сканує відбитки пальців і таким чином може, скажімо, розблокувати ноутбук. Також було оновлено процесор. Тепер в оновленій версії будуть процесори Core i5-7200U (з максимальною тактовою частотою 3.1 ГГц) або Intel Core i7-7500U (з максимальною тактовою частотою 3.5 ГГц) Відеокарту було замінено на GeForce MX150 і додано слот для карт пам'яті SD/SDHC/SDXC/MMC.
Ноутбук отримав модем 4G LTE. В цілому компанія продала лише 500 000 штук ноутбуків, хоча планувала продати 2 млн.

## Xiaomi Mi Notebook Pro 15.6"
Найпотужніша модель станом на вересень 2017 року. Дизайн корпусу, матеріали (магнієвий корпус) скопійовано із дизайну ноутбуку Apple MacBook Pro. Проте ціна ноутбука значно менша. Ноутбук товщий за Apple MacBook Pro — 15,9 мм проти 15.5,мм в американського ноутбука. Він також і важчий 1950 проти 1830 г. Презентований Лей Цзюнем 11 вересня 2017 року разом із смартфонами Mi Note3 і Mi Mix2. Лей Цзюнь згадав Україну на презентації, оскільки в Україні за продажами Xiaomi знаходиться на третьому місці (у Білорусі на першому).
Ноутбук постачається із 2 вентиляторами, на відміну від найдешевшої моделі Xiaomi Mi Notebook Air 12.5", де немає вентиляторів.
Станом на вересень 2017 року коштує на офіційному сайті від 32999 грн. за модель Intel Core i5 8/128 Gb і до 39999 грн. за модель Intel Core i7 16/256 Gb.

### Швидка зарядка і акумулятор
На 50% ноутбук заряджається за 35 хвилин (технологія 1С). Ємність акумулятора складає 60Вт. Адаптер живлення під'єднується через порт USB-C. Комп'ютер має два порти USB-C, один використовується лише для передачі даних, інший — і для зарядки, і для передачі даних.
Від акумулятора ноутбук може пропрацювати до 9 годин в режимі перегляду відео.

### PCIe SSD
Ноутбук має порт M.2 для накопичувача PCIe NVMe x4, встановлений  SSD Samsung PM961. Є вільний слот M.2 для ще одного SSD. Швидкість послідовного зчитування інформації із SSD — понад 1 Гбайт/с.

### Екран
Екран має розділення Full HD (1920х1080). Відстань між екраном і захисним склом було зменшено із 0.8мм до 0.2мм, завдяки цьому кількість відблисків на екрані зменшилася. Рамки по бокам екрану лише 6.5 мм. Кут огляду 170°, контрастність 800:1, яскравість 300nit. Екран захищає скло Gorilla Glass 3.

### Клавіатура і тачпед
Клавіатура така ж, як і повнорозмірна клавіатура у ПК. Хід клавіш складає 1.9мм до спрацювання. Хід оберненого зв'язку клавіш складає 1.3мм. У темряві вмикається підсвітка, є лише один режим підсвітки.
Верхній правий кут склянного тачпеду містить сканер відбитків пальців і використовується, щоб розблокувати ноутбук і для входу на захищені сайти.